# Ko Kut
Ko Kut (thaï: เกาะกูด, API : [kɔ̀ʔ kùːt], appelée Koh Kood par les anglophones) est une grande île thaïlandaise située dans le golfe de Thaïlande, dans la province de Trat. Elle est longue de 25 km et large de 12 km et a une superficie de 105 km2.

## Histoire
Avant 1952, elle appartenait au district de Laem Ngop (en). Elle devient un district à son nom en 1952, avec quatre îles habitées.
L'île possède quatre villages de pêcheurs.

## Géographie
L'île de Ko Kut est proche du Cambodge et de l'île de Ko Chang. Au nord, il y a la petite île de Ko Mak.

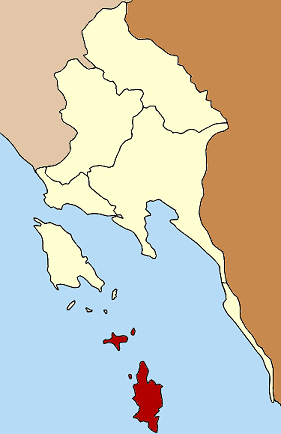
Tout au sud, la grande île de Ko Kut et un peu plus au nord la petite île de Ko Mak (en rouge), tout au nord la grande île de Ko Chang

L'île vit grâce à la pêche et à la culture de la noix de coco. 
L'île reste peu touristique. Il y a de nombreuses très belles plages bordées de cocotiers. Ces dernières sont en libre accès malgré les hôtels présents.

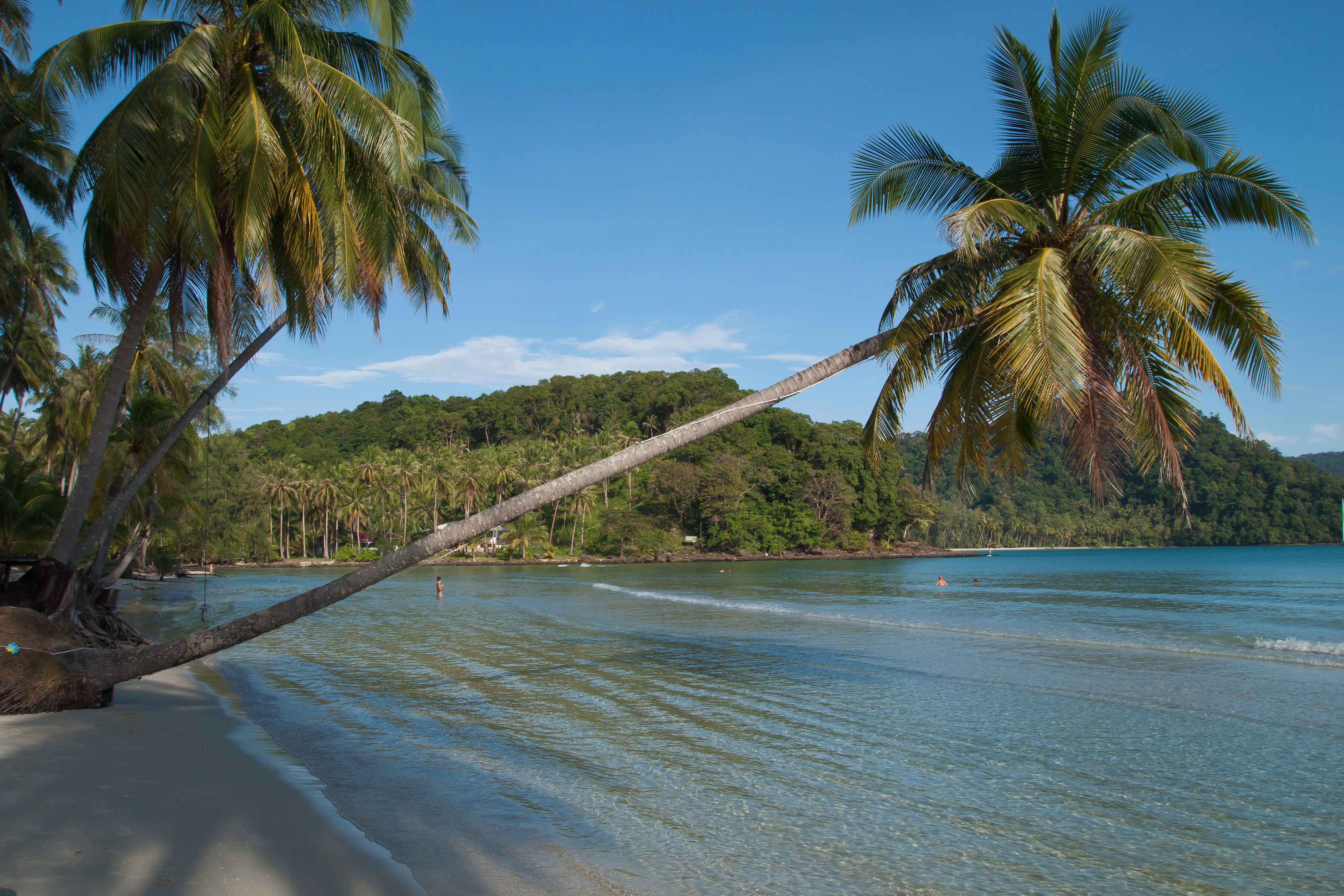
Plage et palmiers

Contrairement à sa grande sœur Ko Chang située plus au nord, Ko Kut n’est pas l’île idéale pour pratiquer la plongée (ou snorkeling). Il y a tout de même quelques entreprises qui proposent des sorties en bateaux pour aller voir la vie sous marine. 
Les prix sur Ko Kut sont relativement élevés. 
La végétation sur l’île est extrêmement luxuriante, verte d’une jungle impénétrable. 

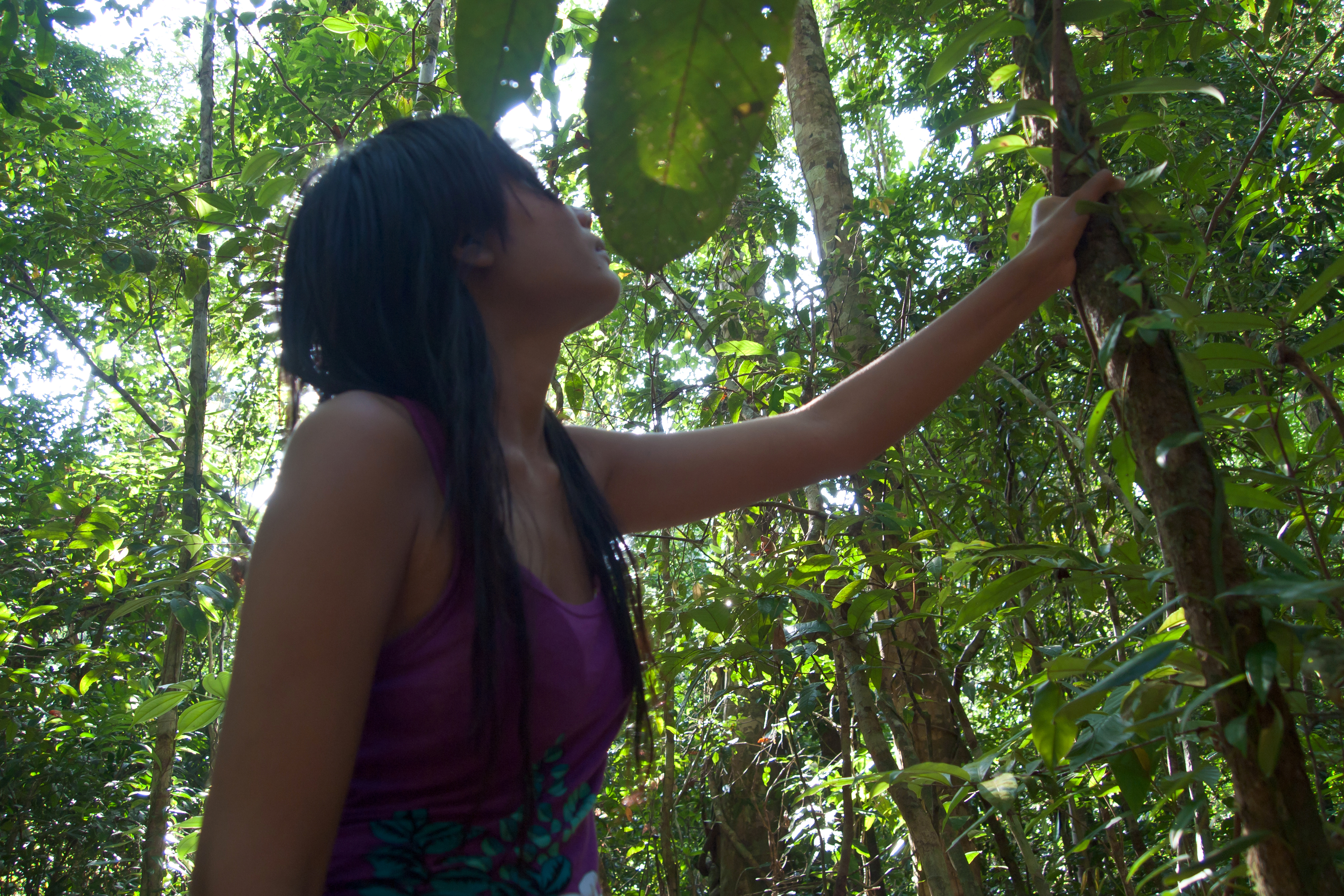
Forêt tropicale humide

Il y a également trois cascades à visiter et deux ou trois arbres centenaires majestueux à admirer.

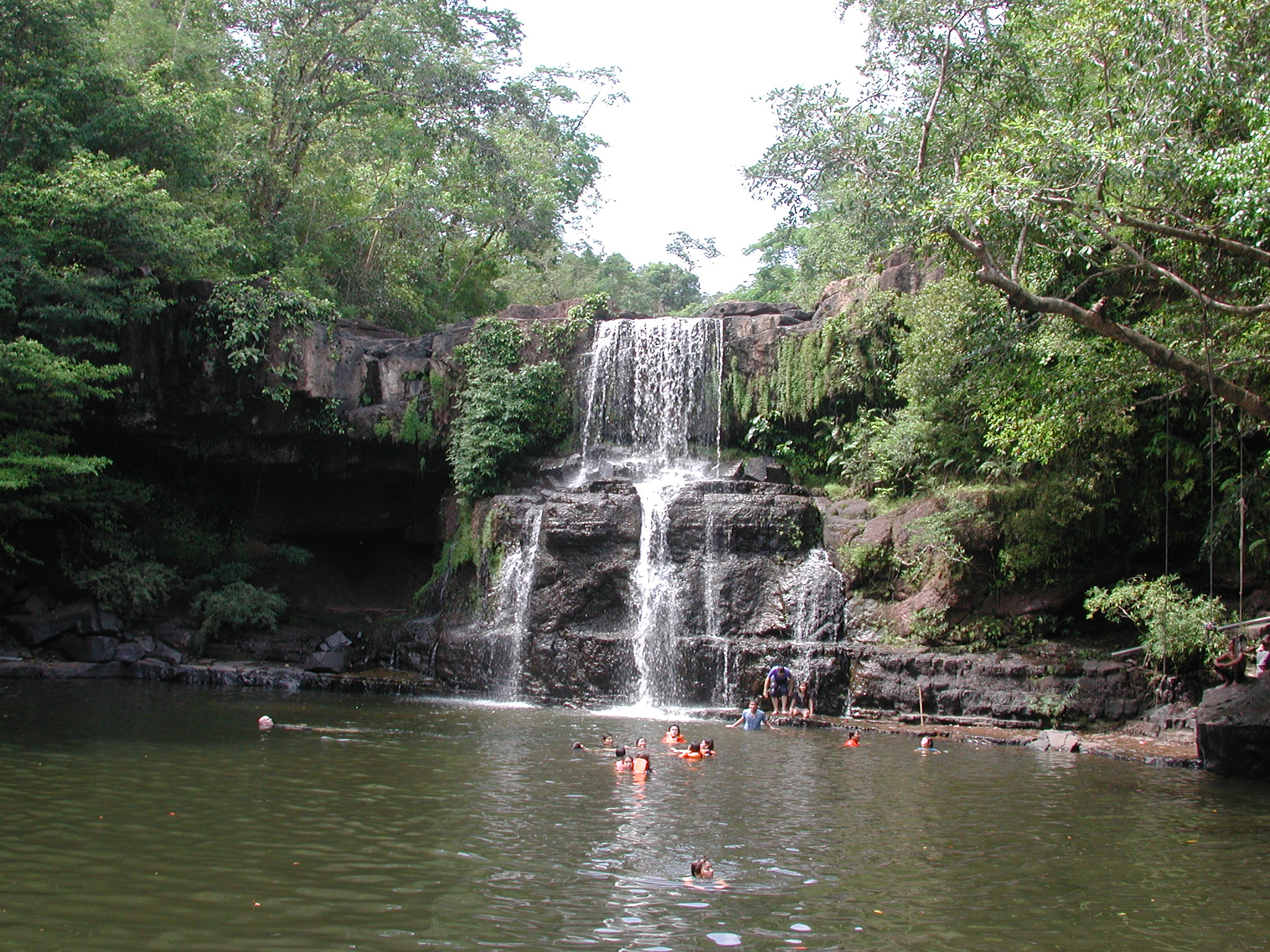
Cascade de Nam Tok Khlong Chao (น้ำตก คลองเจ้า)

Malgré son faible développement, il est possible de louer ses scooter et de trouver des distributeurs de billets.

Pêche
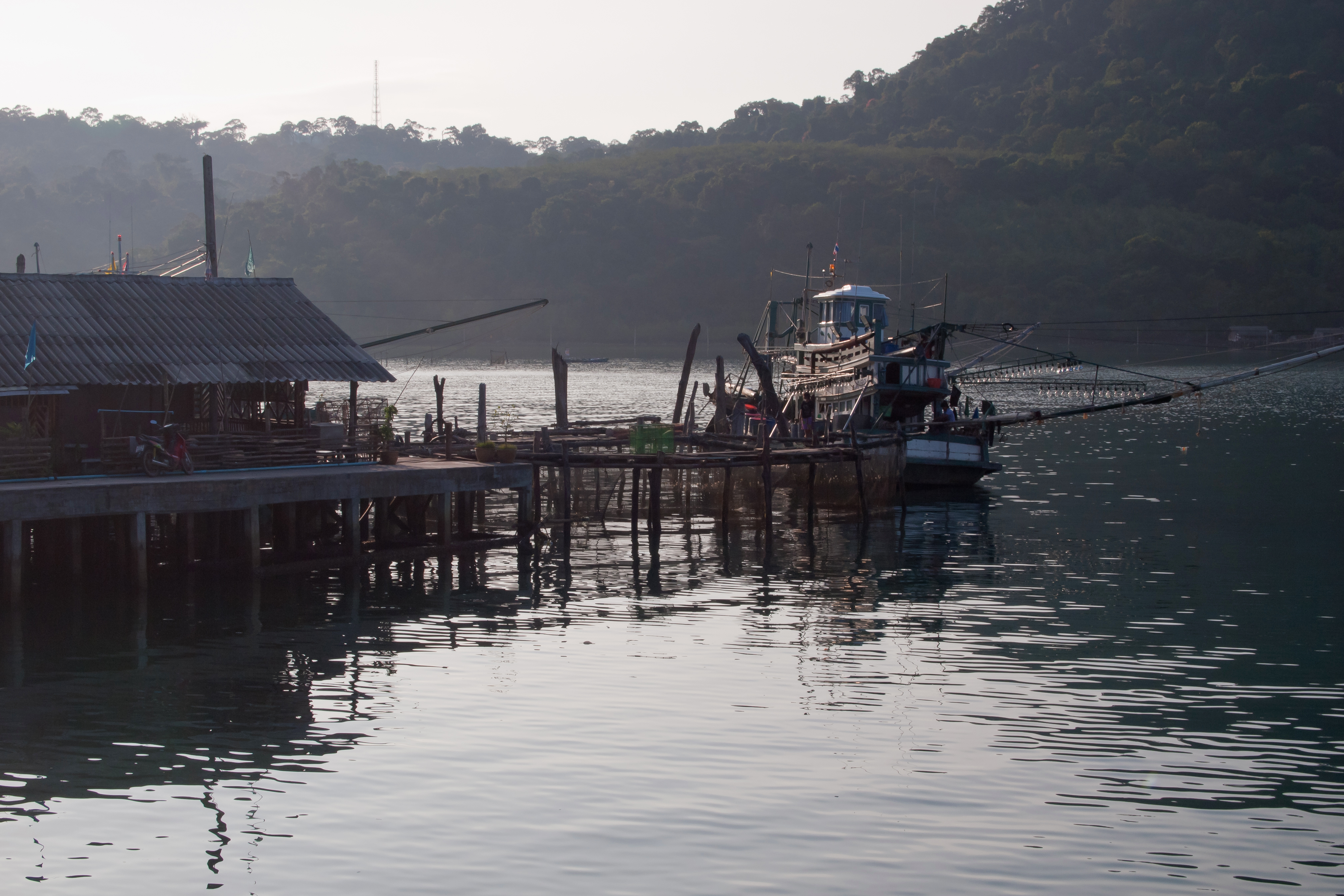
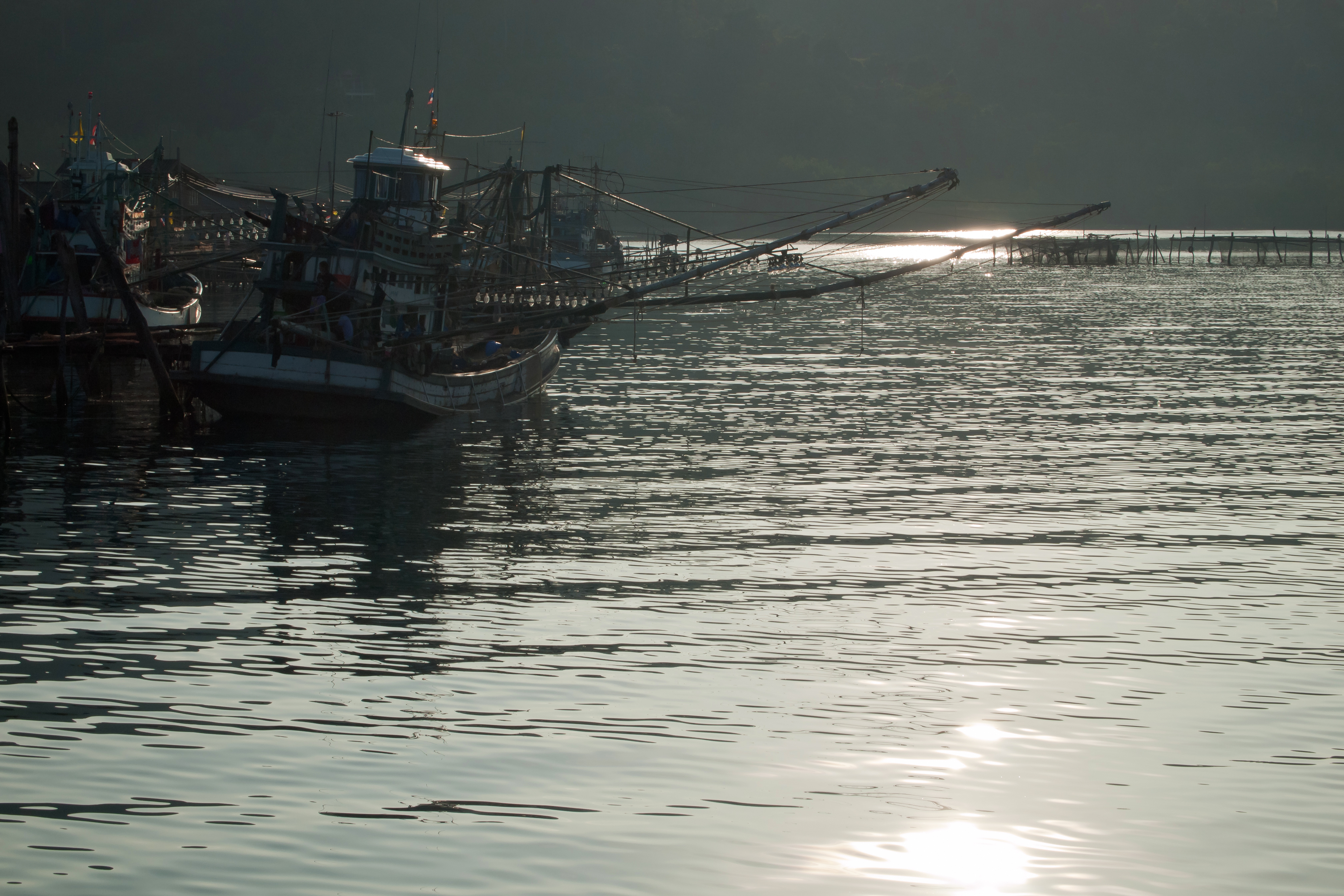
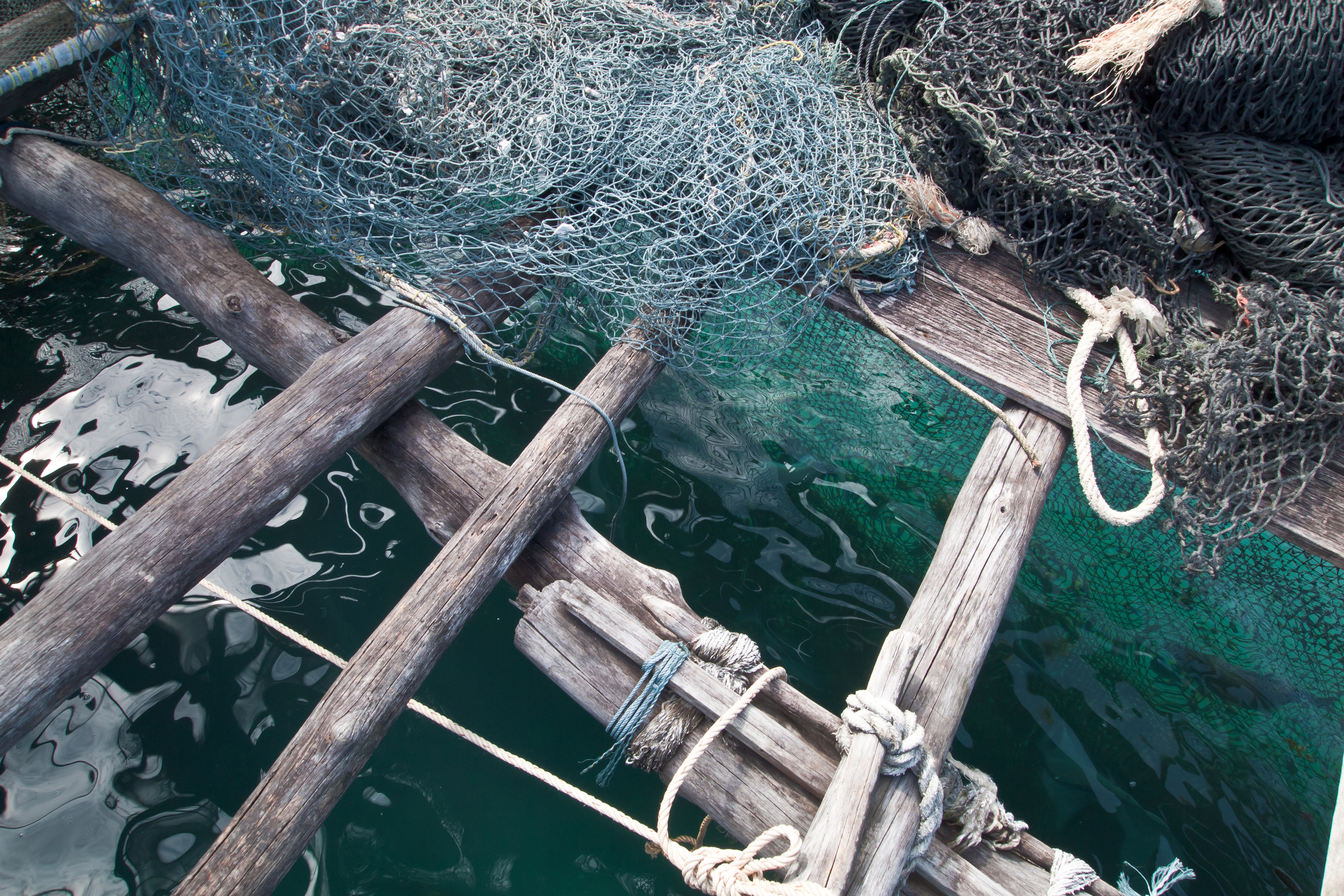
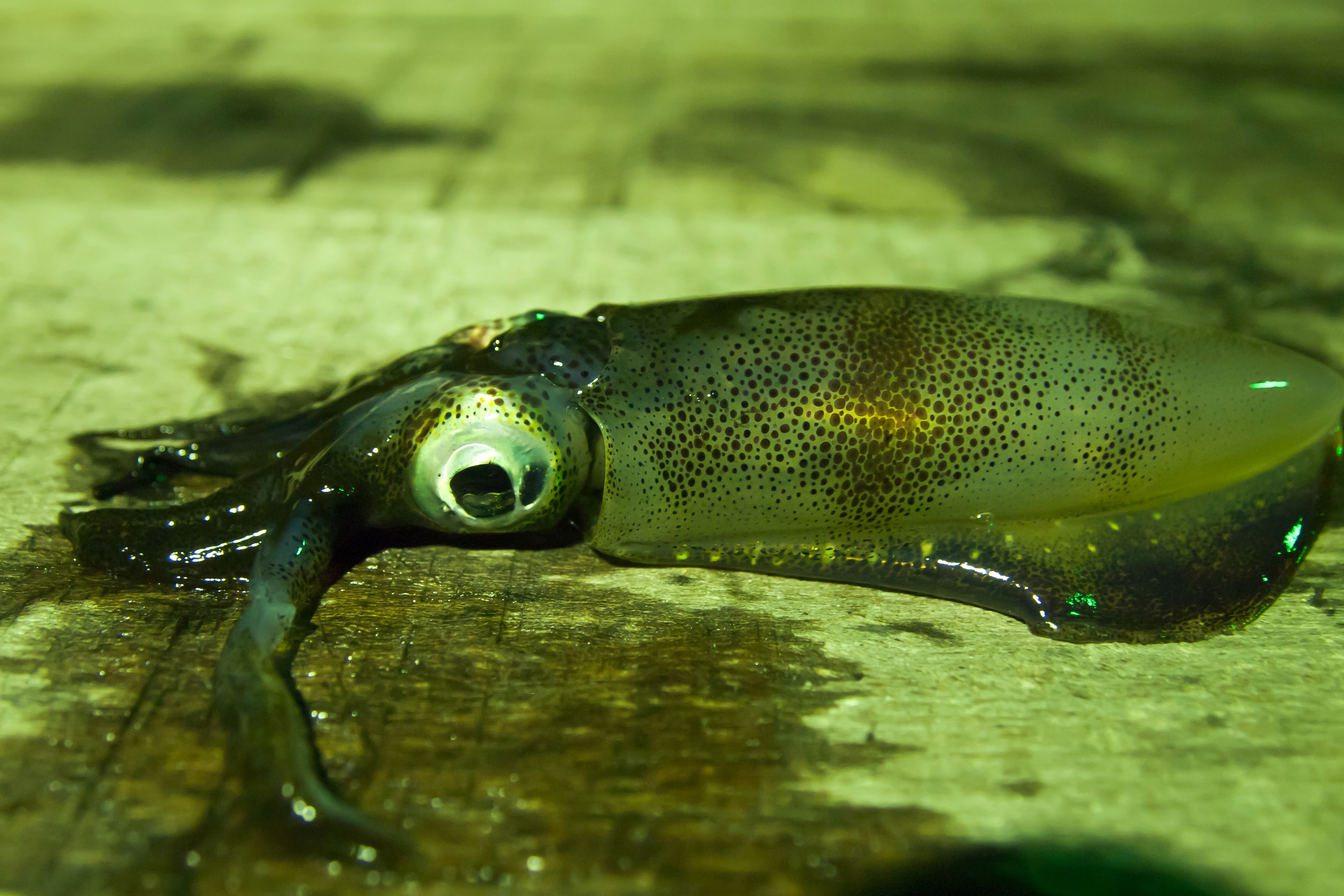
Calmar ou calamar
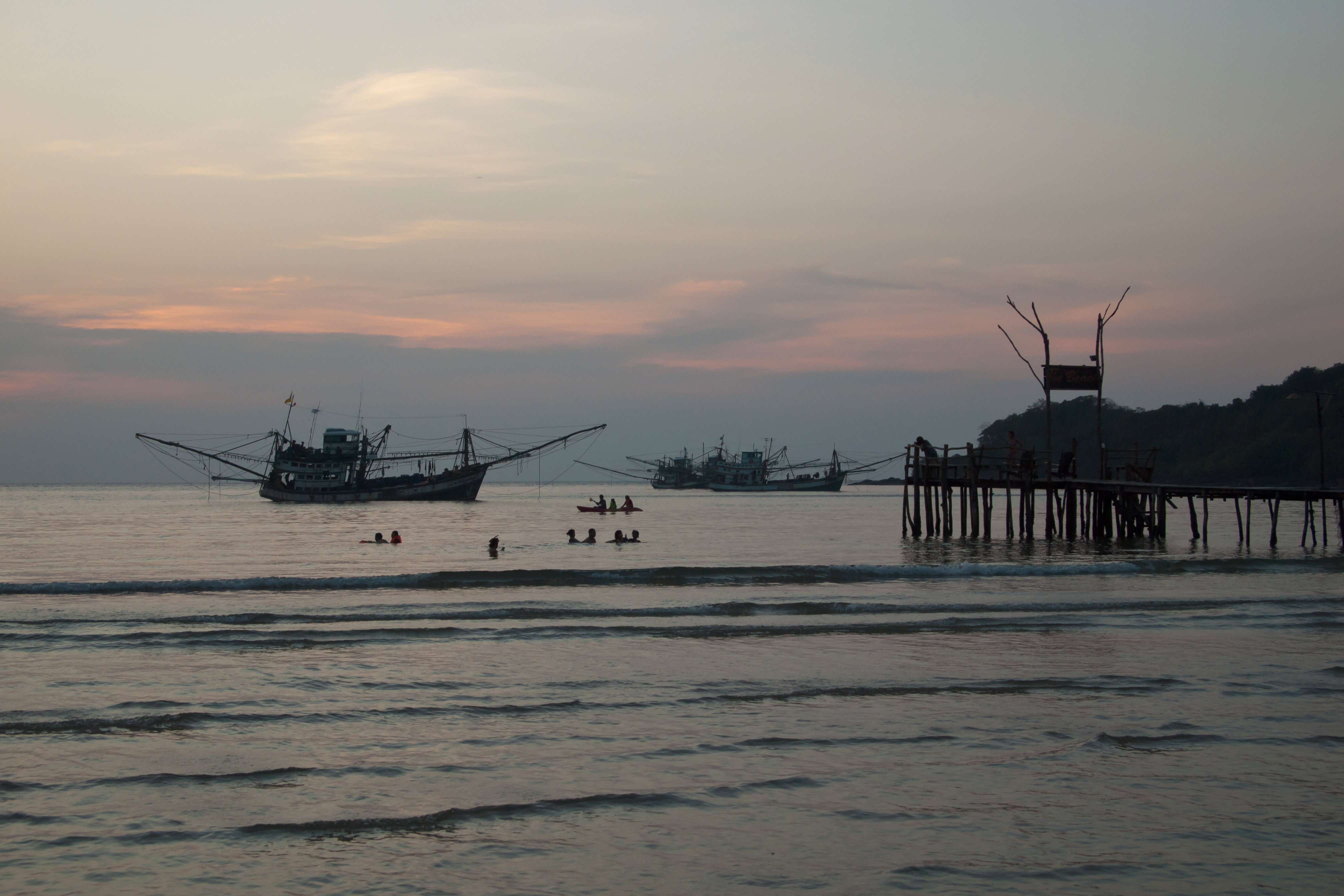

## Environnement
En 2023, le GIEC rapporte que les plages de Ko Kut (Koh Kood) sont menacées par la montée des eaux liée au réchauffement climatique.